# Bernard Fanning
Bernard Joseph Fanning (Brisbane, Australia, 15 de agosto de 1969) es un músico y cantautor. Se volvió famoso por haber sido el cantante principal y líder de la banda australiana de rock alternativo Powderfinger desde su formación en 1989 hasta su disolución en 2010.
Nacido y criado en Toowong, Brisbane, Fanning aprendió de su madre a tocar el piano desde una edad temprana. A los doce, cuando asistía al St Joseph's College, Gregory Terrace en su ciudad natal, comenzó a componer música y luego de su graduación, estudió periodismo en la Universidad de Queensland por un tiempo. Abandonó dicha carrera para dedicarse a la música tras conocer a Ian Haug en una clase de economía. Fanning se unió a Powderfinger, formada por Haug, John Collins y Steven Bishop y ocupó el lugar de cantante principal. Luego de que Bishop dejara el grupo y se uniera Darren Middleton, lanzaron cinco álbumes de estudio en quince años y tuvieron éxito mediático en Australia. Durante el hiato de la banda en 2005, Fanning comenzó su carrera solista con el álbum Tea & Sympathy. Más tarde, en 2007, Powderfinger volvió a unirse y sacó dos discos más a la venta, para disolverse definitivamente en 2010.
Si bien el estilo de Powderfinger se centra más en el rock alternativo, la música solista de Fanning se suele describir como una mezcla de blues y folk acústico. Fanning es multiinstrumentista y toca la guitarra, el piano, el teclado y la armónica, tanto dentro del grupo como en su carrera solista. Además de oponerse a muchas figuras políticas de Australia, Fanning también ha dedicado mucho tiempo a causas filantrópicas. También ha manifestado su apoyo a los aborígenes de su país.

## Primeros años
Fanning nació en Brisbane el 15 de agosto de 1969. Creció junto a sus dos hermanos y a su hermana en el suburbio de Toowong. La muerte por cáncer de uno de sus hermanos sería posteriormente la inspiración para «Since You've Been Gone», del disco de Powderfinger Vulture Street. Su madre le enseñó a tocar el piano cuando era muy pequeño; a diferencia de él, sus hermanos no se interesaban por la música.
Fanning asistió al St. Joseph's College, Gregory Terrace y comenzó a componer música a los quince años. Si bien calificó sus primeros trabajos más tarde como «terribles», destacó que disfrutaba creando y arreglando canciones. Tras graduarse, el cantante ingresó en la Universidad de Queensland para estudiar periodismo, pero estaba más interesado en seguir una carrera relacionada con la música, por lo que abandonó la carrera a los diecinueve años con este fin.

## Carrera musical

### 1989-2004: Etapa con Powderfinger

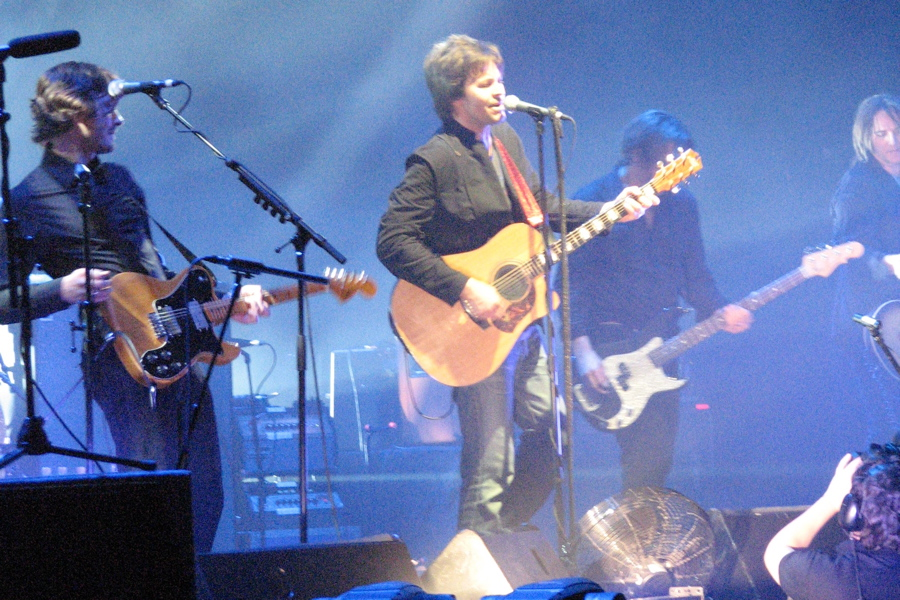
Powderfinger durante un concierto de su gira de 2007 Across the Great Divide Tour.

Fanning conoció al guitarrista de Powderfinger, Ian Haug, en una clase de economía en la Universidad de Queensland en 1989. Al momento de encontrarse por primera vez, Haug formaba parte de Powderfinger, junto con sus amigos de la escuela secundaria John Collins y Steven Bishop, quienes serían el bajista y baterista fundacionales, respectivamente. Tras descubrir las habilidades de Fanning como cantante, Haug lo incluyó en la banda como cantante principal y líder. El guitarrista afirmó que «fue difícil convencer a los otros que necesitábamos un cantante. Ellos decían: "Estás bien", y yo les contestaba: "No, claro que no, tenemos que hacer algo mejor que esto"».
En 1992, Fanning y Haug invitaron al guitarrista Darren Middleton a unirse al grupo luego de escuchar su trabajo en la banda Pirate, de Brisbane. Middleton aceptó el ofrecimiento y fue así como se convirtió en el quinto miembro, tras la inclusión de Jon Coghill, quien reemplazó a Bishop como baterista. Desde entonces, la formación de Fanning, Middleton, Haug, Collins y Coghill permaneció intacta.
A lo largo de los últimos años de la década de 1990, Powderfinger se hizo muy conocido en Australia y recibió numerosos premios; tuvo un gran éxito comercial y vendió muchas entradas en los conciertos. Por ser el miembro más llamativo del grupo y el cantante, la popularidad de la banda convirtió a Fanning en un hombre poderoso en la industria musical australiana. El cineasta australiano Gregor Jordan llamó a Fanning en 2003 para que interpretara en su película Ned Kelly la canción de folk «Moreton Bay», titulada así en honor a una bahía homónima en el área de Brisbane, y «Shelter for My Soul», una composición original suya. Luego, el cantante contrató a Jordan para el primer DVD en directo de su banda, These Days: Live in Concert.

### 2004–2006: Carrera solista

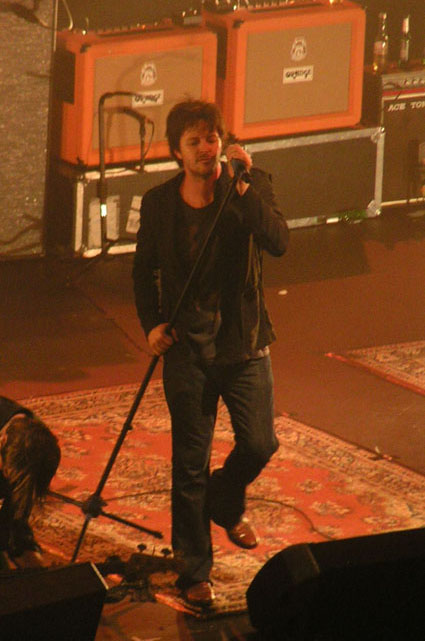
Bernard Fanning en un concierto en Londres de 2007.

El 31 de octubre de 2005 Fanning lanzó su álbum solista debut, llamado Tea & Sympathy. Este trabajo llegó al primer puesto de la lista australiana ARIA Charts y pasó un total de cincuenta y ocho semanas en el top 50. Además, llegó a la undécima posición durante su estadía de dieciocho semanas en la lista de Nueva Zelanda.
Tea & Sympathy contiene las canciones que Fanning había escrito en su tiempo con Powderfinger, sumadas al material compuesto tras el receso que se tomó la banda. La mayoría del trabajo se hizo en lo que Fanning llamó una «explosión creativa» entre marzo y mayo de 2005. Gran parte de la inspiración proviene del impacto ocasionado por la muerte de uno de sus hermanos en 2002 y el final de una relación de doce años con su novia, Philippa Sison. La mayor parte del álbum se grabó en los Real World Studios con Tchad Blake en junio de 2005, a excepción de «Not Finished Just Yet», «Believe», «Wash Me Clean» y «Hope & Validation», grabadas en la casa de Fanning en su ciudad natal. El cantante colaboró con los músicos de Brisbane Jerry Marotta, Keith Duffy y John Bedggood, quienes también formaron parte de su banda en directo. El trabajo transcurrió en un ambiente relajado y el artista comentó al respecto: «Pasamos un gran momento compilando las canciones».
Tres canciones se lanzaron como sencillos del álbum. La más exitosa de las tres fue el sencillo principal, «Wish You Well», seguido por «Songbird»; ambas solo fueron puestas a la venta en descarga digital. El tercero, «Watch Over Me», fue el único que se lanzó como CD y tuvo un éxito menor en las listas australianas. Ingresó allí el 9 de julio de 2006 en el puesto 16 y pasó ocho semanas en el top 50. El 26 de enero de 2006 «Wish You Well» fue votada para el primer lugar del Triple J Hottest 100 de 2005. Tras «Watch Over Me», Fanning lanzó digitalmente un cuarto sencillo, «Weekend of Mystery», que no estaba incluido oficialmente en el álbum, sino que solo figuraba en la edición para descarga en iTunes. También recibió el premio al mejor video musical en los ARIA Awards de 2006 por «Wish You Well».
El 2 de diciembre de 2005, Fanning anunció una gira nacional por Australia llamada Which Way Home Concert Tour en honor al álbum homónimo. El artista realizó siete presentaciones entre el 25 de febrero y el 10 de marzo de 2006, todas en las principales ciudades del país. Sus teloneros fueron la banda de Perth The Panics y el cantante de Brisbane Andrew Morris. Tras esto, anunció la gira Yesterday's Gone Tour el 11 de agosto de 2006, que concluyó con la reunión de Powderfinger y la continuación de su trabajo en el estudio. Fanning comentó luego que, si bien disfrutó hacer Tea & Sympathy, «Powderfinger es mi verdadero trabajo».

### 2007–2010: El regreso de Powderfinger

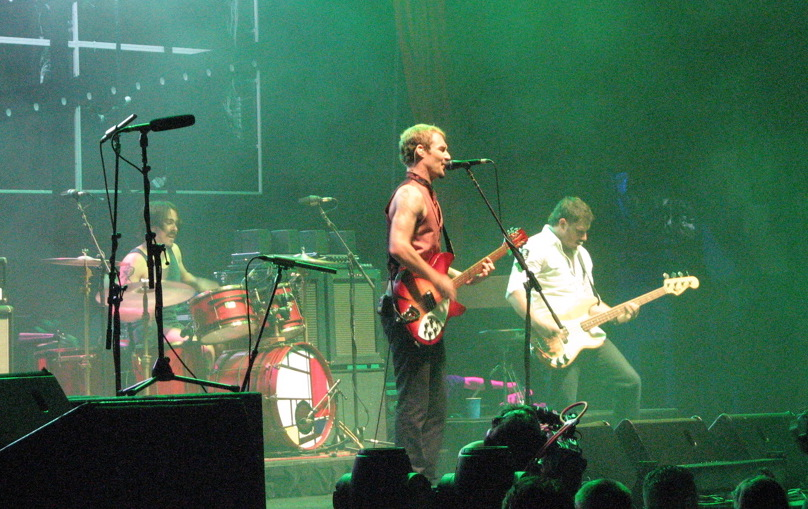
La banda Silverchair, telonera de Powderfinger en 2007.

A lo largo de 2006, Fanning esperó a que Powderfinger volviera a unirse tras su hiato para lanzar un sexto álbum de estudio. Grabado en Los Ángeles, Dream Days at the Hotel Existence se lanzó el 2 de junio de 2007. El título del disco proviene de un capítulo de la novela de Paul Auster Brooklyn Follies, que Fanning había leído durante la grabación. El álbum debutó en el primer puesto de la lista australiana ARIA Charts.
Powderfinger realizó una gira por Australia y Nueva Zelanda con Silverchair llamada Across the Great Divide Tour en 2007. La finalidad del evento era promover los esfuerzos de Reconciliation Australia para reducir la brecha de diecisiete años en esperanza de vida entre los australianos indígenas y no indígenas. Fanning comentó sobre la gira: «La idea es demostrar cómo las dos bandas estamos a favor de la idea de la reconciliación».

## Estilo, técnica e influencias
Si bien se ha dicho que Fanning posee un amplio registro vocal, él mismo afirmó que no le tiene gran confianza a su voz. En una entrevista de 1998, comentó: «No creo que tenga la voz perfecta o algo parecido», y mencionó que transmitir el contenido de una canción es más importante que «hacer alarde de sus habilidades». Remarcó que no le interesaba cantar por cantar únicamente, sino que le gustaba hacer que el mensaje de un tema llegara al oyente con claridad. Fanning afirmó: «Para mí, componer canciones surge de donde sea», dado que su inspiración proviene de sus experiencias. En Tea & Sympathy, Fanning destacó la falta de un estilo colaborativo para componer canciones y dijo que su incapacidad para tocar solos de guitarra es algo que le resta protagonismo en sus canciones. En una entrevista, comentó: «No hice que los solos se destacaran porque simplemente no puedo tocarlos». Explicó que la menor duración de los temas se debía a que no tenía «cuatro personas más» para respaldarlo en dicha producción independiente. Fanning afirmó que su banda favorita es The Beatles.

## Opiniones políticas y morales
Fanning afirmó que, si bien los mensajes políticos son frecuentes en su música y la de Powderfinger, no es su idea principal a la hora de componer canciones: «Hay que hacer un balance de muchas maneras, en el sentido de que primero soy un músico, no un comentarista político. Así que si compongo una canción con contenido político, esperemos que sea tan buena como para incluirla en algún disco mío; y si no lo es, entonces será sólo una canción que yo haya compuesto. Por eso pienso que no es necesario que uno intente expresar su opinión política todo el tiempo». Afirmó que no tenía interés en «imitar a Peter Garrett», quien ingresó en el mundo político tras una carrera exitosa con Midnight Oil.
El 8 de julio de 2007, Fanning escribió un artículo para el Sunday Mail de Adelaide, en el que hablaba sobre su viaje a Uluru. Allí, criticó a quienes trepaban la roca, aduciendo que estaba «horrorizado porque se enseña a los niños a no respetar los deseos de los aborígenes en su propia tierra». Tras regresar de Uluru, Fanning compuso «Black Tears», cuya idea era «documentar una relación que salió mal». En su canción, Fanning también criticaba la brecha de esperanza de vida de diecisiete años entre los australianos aborígenes y no aborígenes, además de invitarlos a tener una charla con el fin de reconciliarse. Fanning tiene una ideología política de izquierda y afirmó que no le agrada discutir esta cuestión. En su lugar, prefiere debatir sobre cualquier asunto por medio de sus canciones: «Compongo una canción sobre algo como [los aborígenes] de la misma forma que escribo un tema sobre una relación porque es algo sobre lo que tengo una opinión muy formada». Sin embargo, ocasionalmente dio sus puntos de vista sobre asuntos sociales y políticos, y comentó a The Dominion Post sus pensamientos sobre la situación de los aborígenes durante su gira Across the Great Divide Tour:

«El juicio al policía [Chris Hurley] que fue acusado de [la muerte bajo custodia de Mulrunji Doomadgee en 2004] ha continuado y ahora fue absuelto. En cuanto a esto, pienso que está mal, porque el concepto de los aborígenes muriendo bajo custodia está mal. El que traten a los aborígenes como la mierda en Australia también está mal».

## Trabajo filantrópico y vida privada
Fanning ha apoyado numerosas causas filantrópicas en forma independiente y con Powderfinder. La banda tocó en el concierto Wave Aid 2005 con el fin de recaudar fondos para las víctimas del terremoto del océano Índico de 2004. Además, en 2007, promovió con la gira Across the Great Divide Tour los esfuerzos de Reconciliation Australia, una ONG dedicada a mejorar las relaciones entre los aborígenes y no aborígenes en Australia. Fanning ha donado a organizaciones caritativas incluyendo A Jung Australia y A Jungcare Australia y pasó tiempo en establecimientos correccionales en Brisbane dando cursos de composición. En un exabrupto poco común, Fanning se refirió a su compañero, el artista australiano Ben Lee como «un pequeño y precoz coño» después de que Lee se refiriera a sí mismo como «el salvador de la música australiana». Más tarde, el vocalista se disculpó por su comentario.
Fanning se casó con Andrea Moreno el febrero de 2007 en Brisbane. Moreno es de España, donde ambos se conocieron cuando Fanning componía y grababa Tea & Sympathy en Europa. Esta relación estuvo precedida por la de doce años de duración que había tenido con su anterior novia, y fue su ruptura, junto con la muerte de su hermano mayor, lo que influenció gran parte del contenido lírico y la atmósfera de su disco solista. Gracias a Moreno, Fanning aprendió a hablar un poco de español. Ambos tocaron juntos cuando Powderfinger se encontraba en su hiato y Fanning se dedicaba a hacer giras solistas.

## Premios y nominaciones

### APRA Awards
Los APRA Awards son entregados cada año desde 1982 por Australasian Performing Right Association (APRA).
| Año  | Trabajo nominado                                                                          | Categoría                                 | Resultado |
| ---- | ----------------------------------------------------------------------------------------- | ----------------------------------------- | --------- |
| 2004 | Powderfinger – Fanning, Jon Coghill, Ian Haug, Darren Middleton, John Collins.            | Compositor del año                        | Ganador   |
| 2004 | «On My Mind» – Fanning, Darren Middleton, John Collins, Ian Haug, Jonathan Coghill.       | Trabajo australiano más interpretado      | Nominado  |
| 2006 | Bernard Fanning                                                                           | Compositor del año                        | Ganador   |
| 2007 | «Songbird» – Fanning.                                                                     | Trabajo de blues & roots más interpretado | Nominado  |
| 2007 | «Watch Over Me» – Fanning.                                                                | Trabajo de roots & blues más interpretado | Nominado  |
| 2007 | «Wish You Well» – Fanning.                                                                | Trabajo de blues & roots más interpretado | Nominado  |
| 2008 | «Lost and Running» – Jonathon Coghill, John Collins, Fanning, Ian Haug, Darren Middleton. | Canción del año                           | Nominado  |
| 2008 | «Lost and Running» – Jonathon Coghill, John Collins, Fanning, Ian Haug, Darren Middleton. | Trabajo australiano con más difusión      | Nominado  |

## Discografía

### Álbumes de estudio
| Álbum          | Detalles | Mejor posición | Mejor posición | Organismo certificador (ventas) |
| Álbum          | Detalles | AUS            | NZ             | Organismo certificador (ventas) |
| -------------- | --- | -------------- | -------------- | ------------------------------- |
| Tea & Sympathy | - Fecha de lanzamiento: 31 de octubre de 2005 - Discográfica: Dew Process/Lost Highway - Formato: CD, descarga digital | 1              | 11             | - AUS: 5× Platino               |

### Sencillos
| 2005                                                   | «Wish You Well»      | —  | 24 | Tea & Sympathy |
| 2005                                                   | «Songbird»           | —  | —  | Tea & Sympathy |
| 2006                                                   | «Watch Over Me»      | 16 | —  | Tea & Sympathy |
| 2006                                                   | «Weekend of Mystery» | —  | —  | Tea & Sympathy |
| El signo «—» indica que no ingresaron en ninguna lista |                      |    |    |                |